# Paris Expo Porte de Versailles
Le parc des expositions de la porte de Versailles, ou Paris Expo Porte de Versailles, est le deuxième plus grand parc des expositions français après le parc des expositions de Paris-Nord Villepinte. Il est situé sur les territoires du quartier Saint-Lambert du 15e arrondissement de Paris et des communes d'Issy-les-Moulineaux et de Vanves, dans les Hauts-de-Seine. Il s'étend des deux côtés du boulevard périphérique, de la porte d'Issy, à l'ouest, à la porte de la Plaine, à l'est, l'entrée principale se situant place de la Porte-de-Versailles, à la jonction de deux des boulevards des Maréchaux : Lefebvre et Victor. Le parc des expositions est géré par la société Viparis depuis 1987.

## Historique

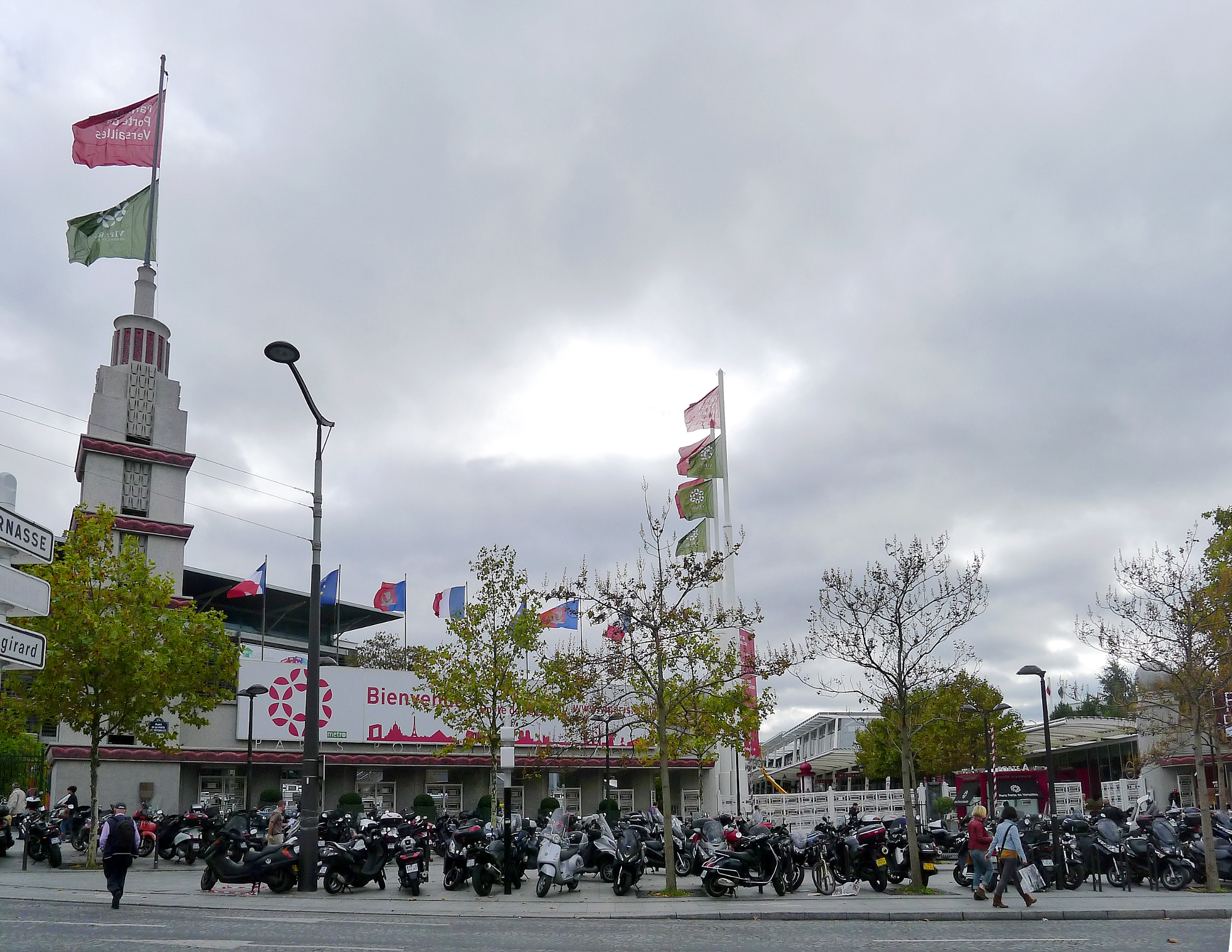
Entrée du parc des expositions de la porte de Versailles lors du Salon de la photo de Paris 2011.

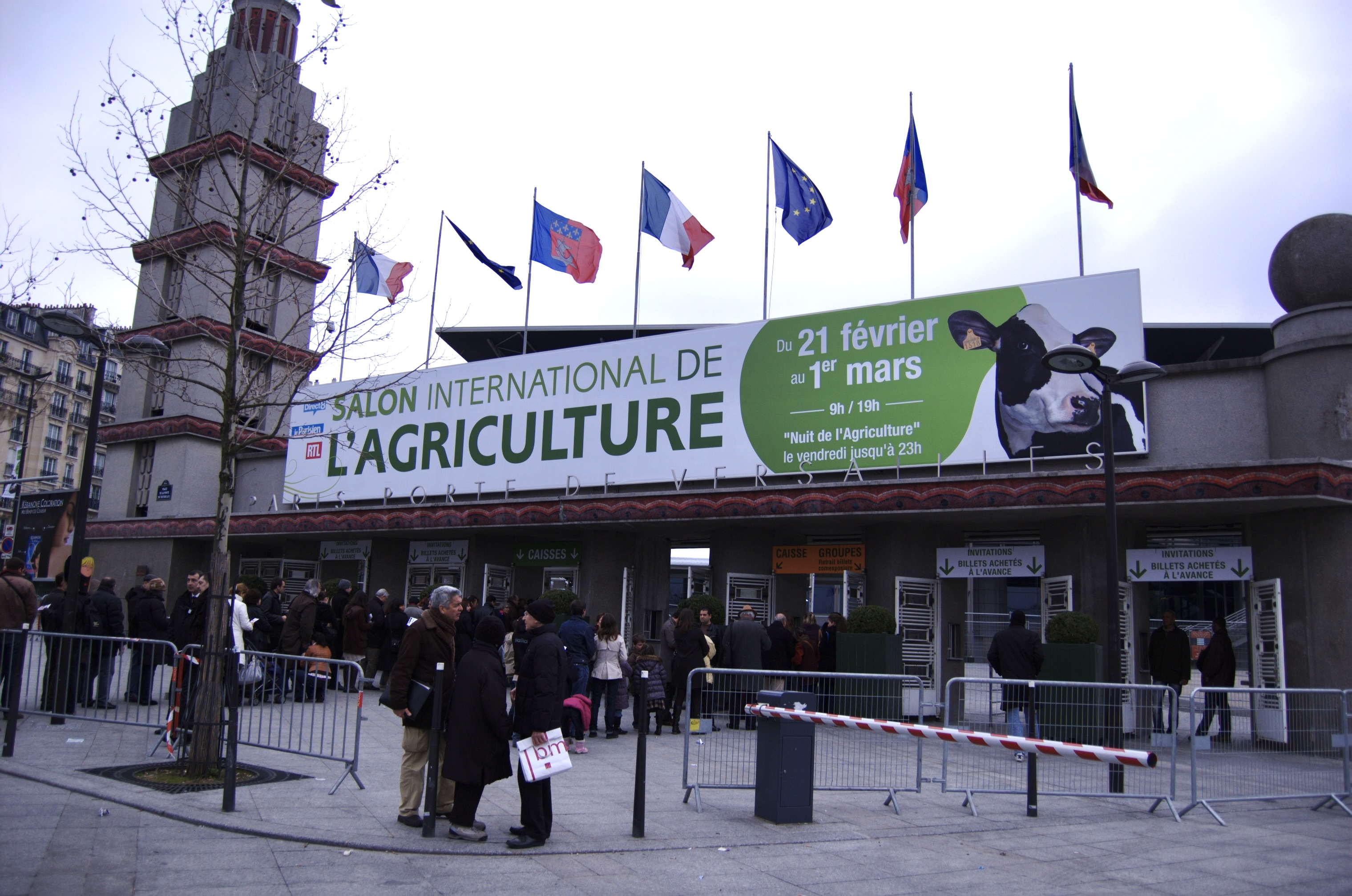
Entrée du parc des expositions de la porte de Versailles lors du Salon international de l'agriculture 2009.

Les premières constructions pour des expositions datent de 1923 pour accueillir la Foire de Paris, qui se tenait jusque-là sur le Champ-de-Mars. Le terrain est alors de trente-cinq hectares à la limite des communes de Paris, d'Issy-les-Moulineaux et de Vanves.
Le bâtiment est construit à l'emplacement de l'enceinte de Thiers. En 1922 sont avancés plusieurs projets pour construire le palais des expositions souhaité par les autorités. Les frères Louis et Pierre Guidetti proposent notamment d'ériger un immense édifice métallique, qui n'est finalement pas retenu. C'est le projet des architectes Paul Viard et Marcel Dastugue qui est choisi, consistant en une vingtaine de halls disposés au niveau du boulevard Lefebvre et l'avenue Ernest-Renan. Il n'en subsiste que quatre de nos jours, le boulevard périphérique ayant conduit à la destruction des autres. La Foire de Paris s'y installe à partir de 1926.
En 1936, le jeudi de la Mi-Carême, il est exceptionnellement le point de rassemblement et départ du grand cortège du Bœuf Gras, événement majeur du Carnaval de Paris.
En 1937, une entrée monumentale comportant quatre tourelles illuminées, actuellement toujours visibles, est construite par Louis-Hippolyte Boileau et Léon Azéma dans le cadre de l'Exposition universelle.
La Seconde Guerre mondiale marque un arrêt des expositions temporaires, le site étant même occupé par les militaires. Puis, les années 1950 voient l'apparition de nouveaux salons comme ceux du cycle, du poids-lourd, du cuir ou le concours général agricole (qui sera inclus dans le Salon de l'agriculture à partir de 1964).
En 1962, arrive le Salon de l'automobile, qui se tenait jusque-là au Grand Palais (à partir de 1976, il se tient une année sur deux, en alternance avec le Salon de Francfort). 

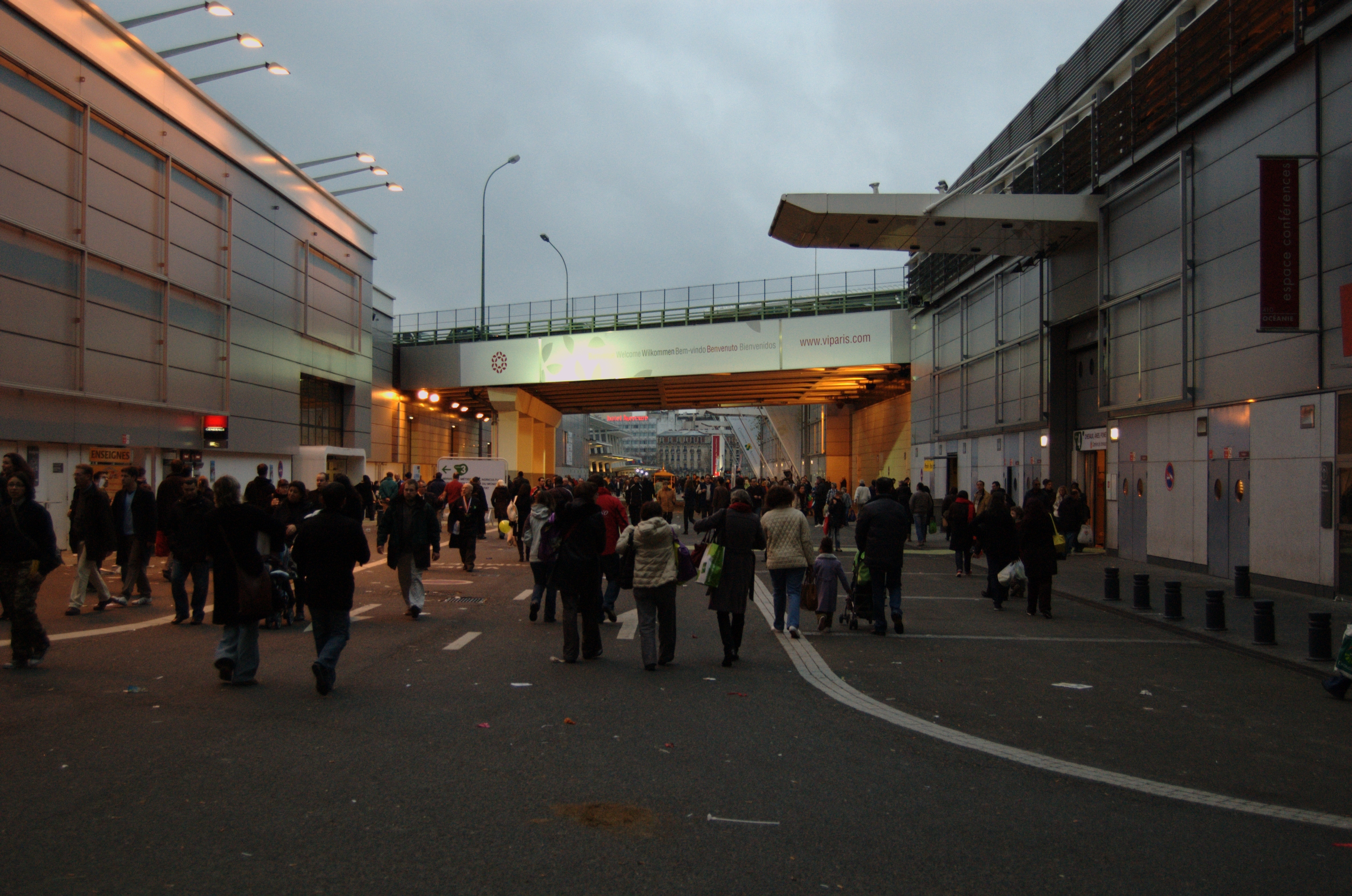
Visiteurs dans le parc des expositions de la porte de Versailles lors du Salon international de l'agriculture 2009.

En juin 1968, le parti gaulliste y tint un grand meeting avec un discours d'André Malraux.
En 1970, un nouveau bâtiment, le hall 7 de 72 000 m2 est ouvert, augmentant de moitié la superficie du parc. Les années 1980 voient la venue du Salon nautique pour la première fois sur ce site.
En 1992, arrivée du Salon du livre, qui se tenait depuis dix ans au Grand Palais.
De 1996 à 2006, la moitié des installations sont reconstruites et modernisées. Le site propose aussi trois amphithéâtres et plusieurs salles de réunion.
En septembre 2008, la mairie de Paris a annoncé un projet de création d'un immeuble de bureaux de grande hauteur (180 m) dénommé Triangle sur le site du parc des expositions et financé par Unibail-Rodamco-Westfield.
En juin 2019, le duo d’artistes Ella et Pitr inaugure la plus grande fresque d’Europe sur le toit du Pavillon 3 de Paris Expo Porte de Versailles. L’œuvre s’étend sur 23 000 m2 de toiture, traversée par le périphérique.

### Modernisation du parc
Le parc fait l'objet d'un important programme de restructuration et de modernisation sur dix ans à partir de 2013. Ce programme prévoit la réduction du pavillon 1 pour accueillir la tour Triangle, la modernisation fonctionnelle des équipements, une meilleure intégration urbaine, ainsi que des commerces associés, l’amélioration du bilan énergétique et de son impact environnemental, un programme d’hébergement hôtelier, un agrandissement du palais des congrès. Le bilan de la concertation ainsi que la révision simplifiée ont été approuvés par le Conseil de Paris lors de la séance des 8, 9 et 10 juillet 2013,.
Dans le cadre de la mise en concurrence du contrat d’occupation du Parc des expositions, la ville de Paris a décidé de suivre l’avis de la commission spéciale des élus pronant une négociation exclusive avec la société VIPARIS. Viparis a présenté à l'automne 2013 son projet détaillé de rénovation.
Les travaux étalés sur 10 ans et dotés d'un budget de 500 millions d'euros débutent en juin 2015.
Valode et Pistre, Jean Nouvel, Christian de Portzamparc, Dominique Perrault et Jean-Michel Wilmotte sont chargés de la mise en œuvre pour ouvrir et paysager le lieu (accompagnés des paysagistes de l'Agence Thierry Laverne), qui achèvera sa métamorphose en 2024.

#### Phase 1
La phase 1 consiste en l'aménagement d'une allée centrale et d'une place d'accueil, la Plaza, avec un anneau de LED de 40 mètres de diamètre, de la modernisation du pavillon 7 pour en faire le plus grand centre de congrès européen, le Paris Convention Centre, et enfin du rafraîchissement de la façade du pavillon 1.
Inauguré à l’automne 2017, le Paris Convention Centre devient le plus grand centre de congrès d’Europe, pouvant accueillir jusqu’à 35 000 personnes.

#### Phase 2
La deuxième phase, de 2018 à 2020, comporte la reconstruction du pavillon 6, la démolition du pavillon 8, du parking C, et la création de deux hôtels, un Mama Shelter et un Novotel, situés du côté de l’avenue de la Porte de la Plaine. 1,5 ha d’agriculture urbaine est prévu sur les toitures du futur pavillon 6 et sera accompagné d’une végétalisation globale du parc.

#### Phase 3 - Jeux olympiques
La phase 3 marque la fin du vaste chantier de modernisation. Elle est programmée entre le printemps 2020 et le printemps 2024. Cette phase verra les pavillons 2 et 3 se transformer, la création d'un restaurant et de jardins communautaires,.
Il s’agit pour Viparis d’être prêt pour les Jeux olympiques et paralympiques de Paris 2024. Cette ultime phase propose également de nouveaux aménagements extérieurs côté Vanves et Issy-les-Moulineaux avec la création d’un jardin d’enfants, l’aménagement de la place Michelet et la création d’une promenade piétonne. En complément de la phase 3 de modernisation du Parc, concentrée sur cette zone, Viparis lance le projet « MixCité », dont l'objectif est l’insertion urbaine du parc dans son environnement et la création de connexions entre la ville et le parc,.
Fin 2021, la Fédération internationale de basket-ball émet des doutes sur la conformité du site pour implanter une salle règlementaire et bien adaptée porte de Versailles. En mars 2022, il est acté par le comité d'organisation des Jeux olympiques que les épreuves de basket devront se disputer sur un autre site. En juillet, les épreuves du tournoi préliminaire de basket-ball sont déplacées au stade Pierre-Mauroy de Lille, le handball faisant le chemin inverse (pavillon 6). Le site doit également accueillir le tennis de table (pavillon 4), le volley-ball (pavillon 1) et l'haltérophilie (pavillon 6), ainsi que le tennis de table (pavillon 4) et la boccia (pavillon 1) lors des Jeux paralympiques.

## Pavillons du Parc
Ce bien immobilier appartient à la ville de Paris, et le parc est géré par le groupe Viparis, filiale de la Chambre de Commerce et d'Industrie de Paris Ile-de-France et du groupe Unibail-Rodamco. Le Parc des expositions de la porte de Versailles a une superficie de 217 134 m2, répartis en sept halls d'expositions, le plaçant au deuxième rang français et au quatrième rang européen des parcs d'expositions. En 2007, il accueillit plus de six millions de visiteurs sur deux cents salons, congrès ou événements.
| Pavillon 1 | Pavillon 2 | Pavillon 3 | Pavillon 4 | Pavillon 5 | Pavillon 6 | Pavillon 7 | Total      |
| ---------- | ---------- | ---------- | ---------- | ---------- | ---------- | ---------- | ---------- |
| 44 656 m2  | 27 278 m2  | 22 421 m2  | 19 236 m2  | 18 205 m2  | 15 175 m2  | 72 163 m2  | 217 134 m2 |

Les pavillons 1 et 3 ainsi que le 4 et le 6 sont reliés par des passerelles couvertes, les autres pavillons étant indépendants.

## Principaux salons et événements
- Foire de Paris
- Mondial Paris Motor Show
- Mondial du deux roues de Paris
- Mondial du modélisme
- Paris Games Week
- Paris Manga
- Salon de la photo de Paris
- Salon du chocolat
- Salon du livre de Paris
- Salon international de l'agriculture
- Salon international de la construction
- Salon nautique international de Paris
- Viva Technology
- Philexfrance 89 et 99
- Video City Paris
- Salon Rétromobile
- Salon international de la radio et de la télévision (dans les années 1960)
- TwitchCon

## Transports publics
Le parc des expositions de la porte de Versailles est desservi par la station Porte de Versailles sur la ligne 12 du métro (liaison directe avec les gares Montparnasse et Saint-Lazare) et les lignes de tramway T2 et T3a (arrêt « Porte de Versailles »).

## Identité visuelle

Ancien logo.
Ancien logo.
Logo actuel.